# Justicia betonica
Espèce
Classification phylogénétique
Justicia betonica est une espèce de plantes à fleurs de la famille des Acanthacées. C'est une plante herbacée vivace originaire d'Afrique et d'Asie tropicale.

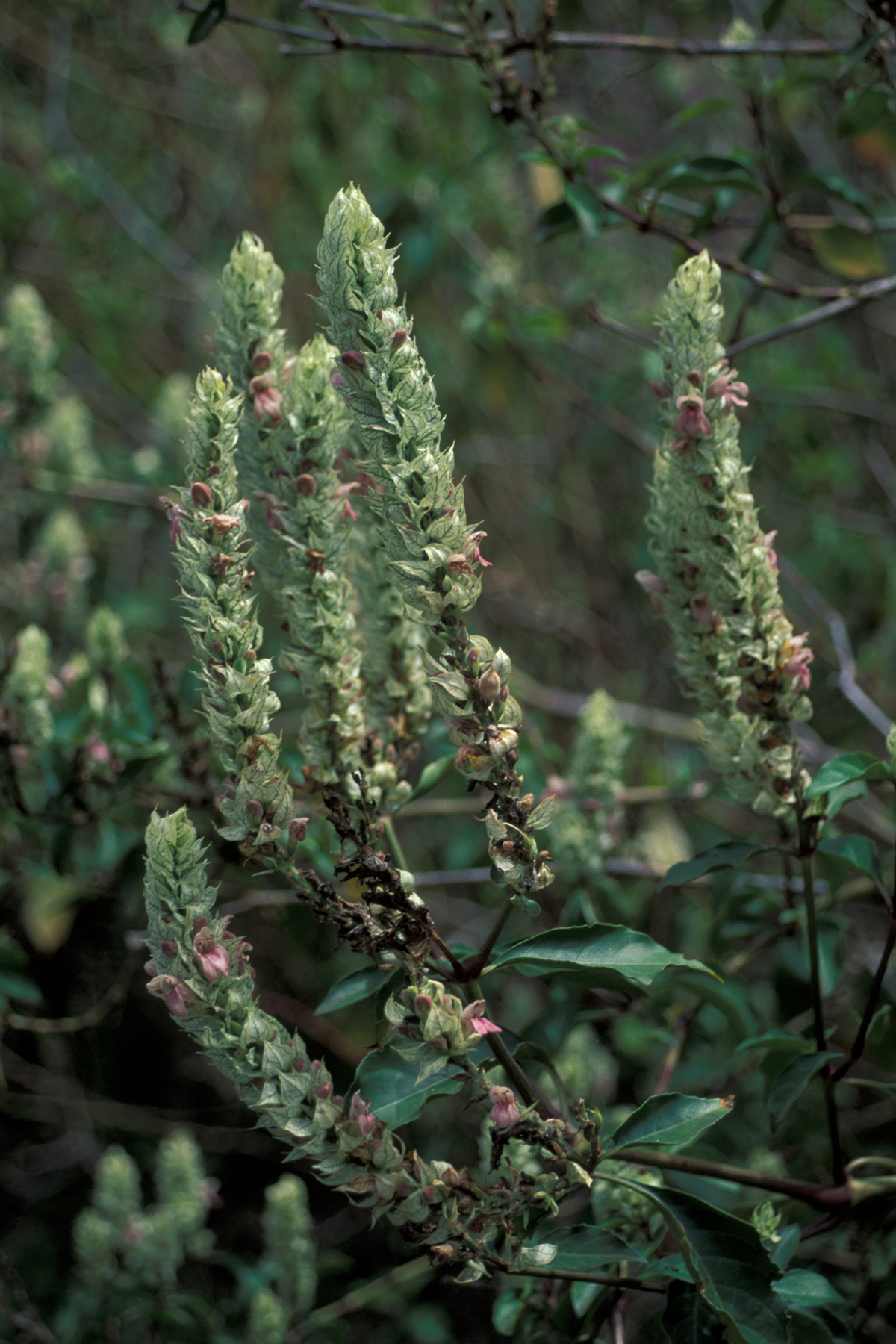
Inflorescences.